# Probetraining
Unter Probetraining versteht man ein Training zum Feststellen von Leistungsständen und Fitness von Sportlern bzw. das Kennenlernen eines Vereins oder Fitnessstudios durch eine Trainingseinheit.

## Training zum Feststellen von Leistungsständen und Fitness
Sportvereine, vor allem im Profibereich, laden neue Spieler zu einem Training ein, um festzustellen, ob der aktuelle Leistungsstand und die körperliche Fitness den Anforderungen des eventuell neuen Arbeitgebers entspricht.

## Kennenlernen eines Vereins oder Fitnessstudios
Viele Sportvereine oder Fitnessstudios lassen interessierte Nichtmitglieder oftmals eine kostenlose Probestunde trainieren. Diese Interessierten können sich so einen Überblick über Trainingsgegebenheiten, Ausstattung und Umfeld machen. Ziel eines solchen Probetrainings von Seiten des Anbieters ist in der Regel eine vertragliche Bindung des eventuellen neuen Mitglieds.